# الخربة (لحج)
الخربة هي إحدى قرى الجمهورية اليمنية. وهي تتبع جغرافيًا لمحافظة لحج. وإداريًا لمديرية الحد. يبلغ تعداد سكانها 1024 نسمة حسب الإحصاء الذي جرى عام 2004.